# Centrolepis alepyroides
Centrolepis alepyroides är en gräsväxtart som först beskrevs av Christian Gottfried Daniel Nees von Esenbeck, och fick sitt nu gällande namn av Wilhelm Gerhard Walpers. Centrolepis alepyroides ingår i släktet Centrolepis och familjen Centrolepidaceae. Inga underarter finns listade i Catalogue of Life.